# 秃仑别·哈讷木
秃仑别·哈讷木（?—1386年），金帳汗國人物，是别儿迪别的女儿。
秃仑别·哈讷木嫁给了万户长马麦，1359年，在别儿迪别死后，金帳汗國混乱，马麦作为别儿迪别的女婿，掌握了大权，金帳汗國成为最重要的封建主势力。马麦开始拥立的奥都剌为大汗，1370年，奥都剌死后，其子马哈麻·不剌即位。马哈麻·不剌年幼，直到1372年由秃仑别·哈讷木摄政。1380年，马麦被脱脱迷失击败，1382年被热那亚人杀死。1386年，脱脱迷失杀害了秃仑别·哈讷木。